# Hutungsberg
Der Hutungsberg (474 m) ist eine Kuppe auf dem Neugersdorfer Lössrücken in der Östlichen Oberlausitz. Er liegt im Ortsteil Neugersdorf der Stadt Ebersbach-Neugersdorf.

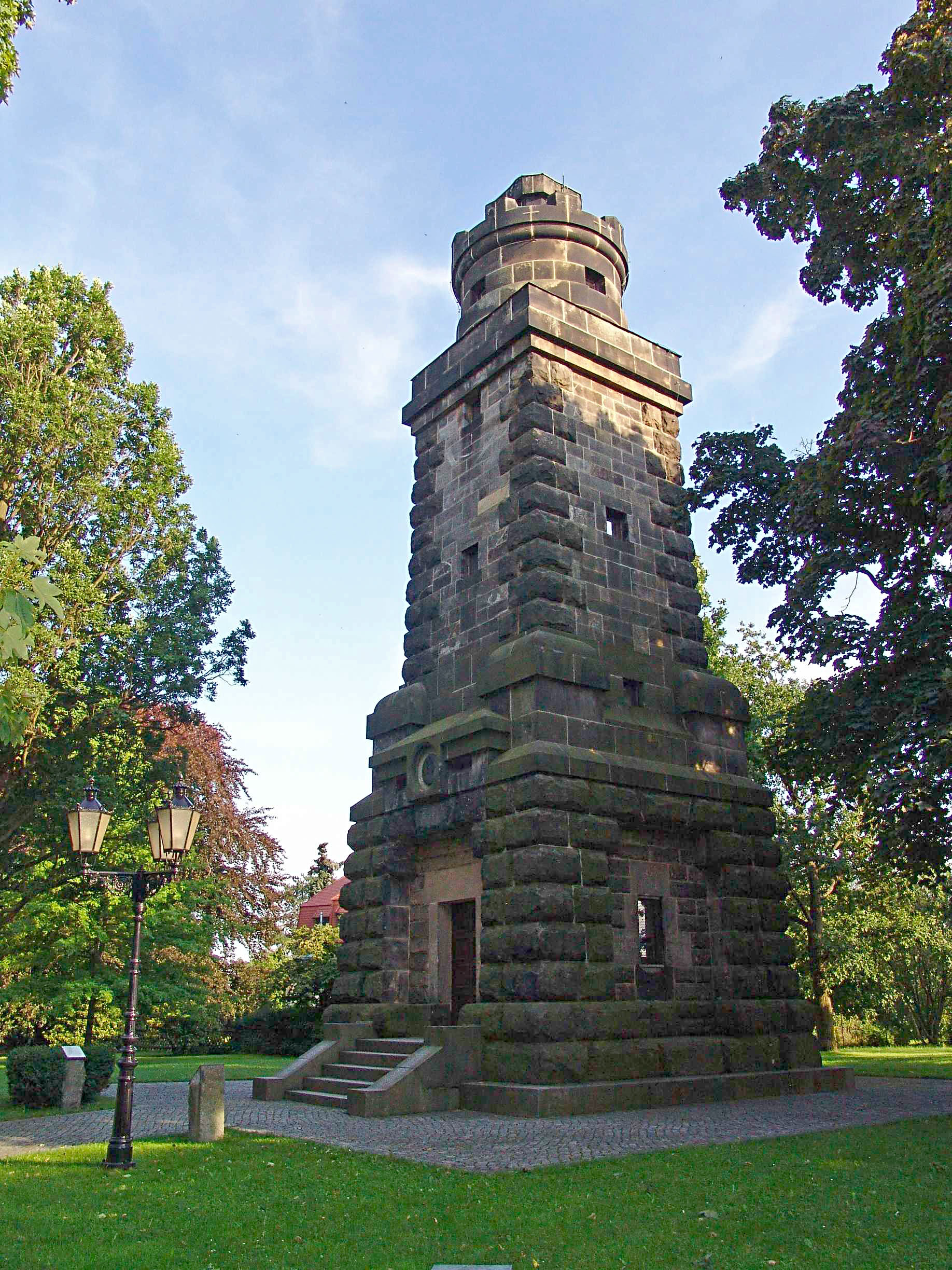
Bismarckturm

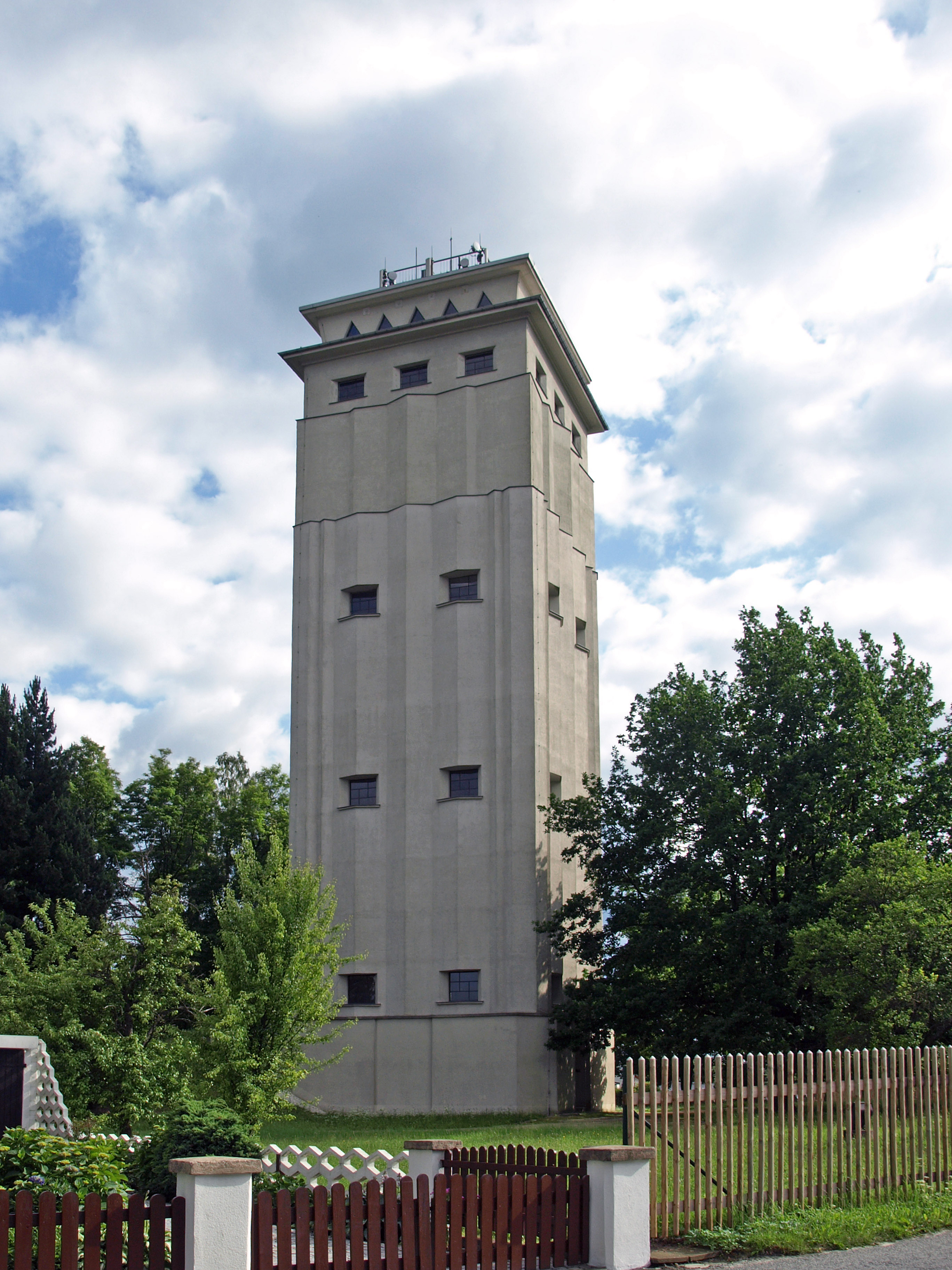
Wasserturm

## Lage
Der Hutungsberg befindet sich im südlichen Stadtgebiet von Neugersdorf. Sein breiter Rücken erstreckt sich von der deutsch-tschechischen Grenze im Westen über ca. 800 m entlang der Straße „Hutung“ nach Osten. Nördlich vorgelagert ist auf böhmischem Gebiet der Butterberg (Vyhlídka, 453 m). Nordöstlich erheben sich der Beerberg (427 m) und der Hetzwalder Berg (441 m), südöstlich der Wacheberg (452 m). Nach Westen hin schließt sich in Böhmen der Ziegenrücken an.
Der Nordhang des Berges ist mit den Ortschaften Philippsdorf (Filipov) und Neugersdorf vollständig bebaut. Umgeben wird der Hutungsberg im Nordosten von Hetzwalde, im Osten von Oberleutersdorf, im Südosten von Neuwalde und Neuleutersdorf, im Südwesten von Rumburg (Rumburk), im Westen von Aloisburg (Aloisov) und Butterberg (Vyhlídka) sowie im Nordwesten von Johannesthal (Jánské Údolí) und Altgeorgswalde (Jiříkov).
Der Hutungsberg ist Teil der Nordsee-Ostsee-Wasserscheide, die sich nach Nordosten über den Beerberg bis zum Lerchenberg und nach Westen zwischen Rumburg und Georgswalde über den Ziegenrücken hinzieht. Am nördlichen Fuße des Berges entspringen die Spree (Spreedorfer Spreeborn und Neugersdorfer Spreequelle) und deren Zufluss Schnauder (Šnaudry), am Westhang der ebenfalls in die Spree mündende Ritterbach (Jiříkovský potok). Östlich des Hutungsberges liegt die Quelle des Leutersdorfer Wassers und südwestlich die des Leitengrabens; beide Bäche gehören ebenso wie die am Südhang entspringende Kaltbach und der Südwesthang am Südwesthang quellende Wiesenbach (Moje) zum Einzugsgebiet der Mandau.

## Beschreibung
Der Bergrücken, über dessen Westseite die Grenze zu Tschechien verläuft, ist von Norden bis auf den Gipfelbereich vollständig besiedelt. Der Hutungsberggipfel erstreckt sich über das Areal zwischen der Seifhennersdorfer Straße, Hutung, Dürerstraße, Liechtensteiner Straße, Bergstraße und Hans-Sachs-Straße in Neugersdorf. Von der Westseite des Gipfels, auf der der Bismarckturm steht, bietet sich ein weiter Blick über das Böhmische Niederland. Auf der östlichen Gipfelseite steht der Neugersdorfer Wasserturm. Nördlich des Gipfels befindet sich der Festplatz des Jacobimarktes. Über den Südhang mit dem Höllengrund erstreckt sich der Neugersdorfer Stadtwald.

## Geologie
Die Haube des Hutungsberges ist Teil der Neugersdorf-Leutersdorfer Basaltdecke. Im Westteil beträgt ihre Stärke zwölf Meter, im Liegenden besteht sie aus Basalttuff. In dem heute verfüllten Basaltsteinbruch an der Grenze südlich des Bismarckturmes war die direkte Überlagerung der Vulkanite aus zwei aufeinanderfolgenden Eruptionen, die sich lediglich in ihrer Säulenbildung unterschieden, sichtbar.
Über den Süd- und Westhang streicht der bis zu 50 m mächtige Quarzitgang, der sich von Schluckenau bis zum Weißen Stein bei Spitzkunnersdorf erstreckt. In der Umgebung des Waldschlößchens befinden sich beiderseits der Grenze auf dem Gang Reste früherer Steinbrüche.

## Geschichte
Während der hochmittelalterlichen Ostkolonisation wurde in dem kleinen Quertal am nördlichen Fuß des Berges das Waldhufendorf Gersdorf (Gherardesdorpp) gegründet, dessen Hof bei der Lampelburg nahe dem Blattbinderteich vermutet wird. Nachdem Gersdorf 1429 durch die Hussiten zerstört worden war, bewaldeten die Hufen des wüsten Dorfes wieder – es entstand der Gersdorfer Wald. 1588 erfolgte eine Teilung des Gersdorfer Waldes entlang des Quertales, wobei der am Hutungsberghang gelegene südliche Teil an die Herrschaft Rumburg gelangte. Den nördlichen und östlichen Teil des Waldes erwarb 1597 der Rat zu Zittau.
Nach dem Übergang der Oberlausitz an das Kurfürstentum Sachsen und der Rekatholisierung Böhmens ließ der Besitzer der Herrschaft Rumburg, Franz Eusebius von Pötting, auf seinem Besitz auf der Oberlausitzer Seite des Hutungsberges 1657 beim Büttnerborn die Häuslerzeile Neu-Gersdorf anlegen. Die Siedler waren aus Böhmen vertriebene Protestanten, die von Pötting damit als Untertanen behalten konnte. Die Besiedlung von Neu-Gersdorf erfolgte parallel zur böhmischen Grenze am Hutungsberghang, auf dem Bergrücken wies von Pötting des Siedlern eine Hutung zu. 1662 entstand östlich von Neu-Gersdorf auf Zittauer Gebiet eine weitere Exulantensiedlung, die Alt-Gersdorf genannt wurde.
Beide Dörfer, deren Bewohner hauptsächlich Weber waren, wuchsen bis zum Ende des 18. Jahrhunderts stark an. Zu dieser Zeit reichten sowohl Neu-Gersdorf (heutige August-Bebel-Straße) als auch Alt-Gersdorf (heutige Karl-Liebknecht-Straße) bereits bis auf den Hutungsberggipfel. Westlich von Alt-Gersdorf wurde auf der oberen Hutberglehne eine Windmühle betrieben. Neu-Gersdorf litt von Anfang an an Wassermangel, das den Hutungsberg herabfließende Rinnsal wurde deshalb im Dorf in einer Kaskade von vier bis fünf kleinen Teichen aufgestaut. In den Jahren 1828 – 1829 erfolgte der Bau der von Aloisburg von der alten Georgswalder Straße abzweigenden neuen Chaussee von Rumburg nach Löbau, die nördlich des Hutungsberggipfels über die Grenze führte und sowohl Neu-Gersdorf als auch Alt-Gersdorf durchquerte. Neben dem Zollamt am Grenzübergang entstanden auf der böhmischen Seite bald mehrere Wirtshäuser, die kleine Siedlung wurde nach dem böhmischen Vorgipfel Butterberghäuser genannt. Die in der heutigen Kurzen Straße gestandene Windmühle wurde 1835 abgebrochen. 1848 wurde auf den Hutungsberggipfel die Neugersdorfer Brauerei angelegt. Im Laufe des 19. Jahrhunderts verdichtete sich die Bebauung zwischen Neu-Gersdorf und Alt-Gersdorf, auch entlang der Chaussee entstanden Häuser.
1866 wurde auf der Bergkuppe eine Buntweberei errichtet; zur Versorgung der Färberei mit Brauchwasser wurde 1887 am südlichen Fuß des Berges an der Kaltbach ein Pumpwerk angelegt. In der ersten Hälfte des 20. Jahrhunderts entwickelte sich die Chaussee zur Hauptstraße der inzwischen zu einer Gemeinde Neugersdorf fusionierten Dörfer Altgersdorf und Neugersdorf. Sowohl die Fluren am Nordhang zwischen beiden ehemaligen Dörfern als auch der Gipfel des Berges wurden bebaut. Nachdem bereits ab 1879 Pläne zum Bau eines Aussichtsturmes auf dem Hutungsberggipfel bestanden, wurden diese 1903 mit dem Bau des Bismarckturmes realisiert. Zwischen 1926 und 1928 erhielt die Stadt Neugersdorf eine städtische Wasserversorgung; vom Wasserwerk an der Kaltbach wurde das Leitungswasser zum 1927 errichteten Wasserturm auf den Hutungsberg gepumpt und von dort an die Verbraucher abgegeben. Nach der Stilllegung der Neugersdorfer Brauerei erhielten deren Gebäude eine anderweitige Nutzung, zuletzt ab 1978 als Lehrlingswohnheim des VEB Lautex Neugersdorf.
Der Grenzübergang auf dem Hutungsberg war zu Zeiten der DDR der einzige für LKW zugelassene Transitübergang in die Tschechoslowakei in Ostsachsen. Die Hauptstraße erhielt eine Standspur für den LKW-Rückstau an der Grenze, der sich zumeist durch die gesamte Stadt zog. Die Zunahme des LKW-Verkehrs nach der Wende sorgte für einen ständigen Stau am Grenzübergang durch das Stadtgebiet von Neugersdorf. In den 1990er Jahren wurde deshalb die Ortsumgehung Neugersdorf (Staatsstraße 148n) angelegt, die Neugersdorf vom Oberland an östlich umfährt und am Südhang des Hutungsberges über die tschechische Grenze führt. Seitdem hat die an der nördlichen Berglehne befindliche ehemalige Chaussee nur noch den Charakter einer grenzüberschreitenden Ortsverbindungsstraße. In den Jahren 2006 und 2007 wurde gegenüber dem Bismarckturm auf der Terrasse des Hutungsberggipfels ein Park mit Aussichtspunkt angelegt. Unter dem Park befindet sich der Eiskeller der ehemaligen Brauerei.

## Name
Der Name des Berges leitet sich von dem früher auf seinem Gipfel bestandenen Hutungswald her.